# Casa de La Portuguesa
La casa de la Portuguesa, situada en el término municipal de Santa Úrsula, isla de Tenerife, (Canarias, España), es un inmueble que se localiza en la margen meridional de la Carretera Provincial TF-217 a su paso por Santa Úrsula, en las proximidades de El Calvario. Es bien de interés cultural, con categoría de monumento, desde 2007.

## Descripción
El edificio, de una sola planta, cuenta con una sección irregular compuesta por tres crujías articuladas a escuadro, con pequeño patio central, que constituyen el cuerpo central de la vivienda, y por dos crujías secundarias: una que cierra el conjunto por la parte posterior (sur) y otra que se extiende hacia el oeste (la antigua bodega). Las tres primeras tienen aproximadamente las mismas dimensiones y disponen de cerramiento a dos aguas de teja marsellesa. El patio queda encuadrado entre ellas y se halla cerrado por un lucernario. Los módulos que se hallan al sur y oeste disponen de cubierta plana.
La fachada principal se orienta hacia el norte. En un primer plano, se halla la portada. Las fachadas laterales de las dos crujías inmediatas a la portada forman un mismo plano, y el lateral de la antigua bodega, algo más retranqueado, configura otro posterior. La fachada es, por tanto, asimétrica; sin embargo, las tres crujías principales sí que observan el equilibrio en la distribución de los huecos, con una portada axial y el mismo número de vanos hacia ambos lados.
En esta portada se concentra la mayor parte de los recursos decorativos de la fachada. El amplio vuelo de la cubierta conforma un soportal o porche con tres arcos de madera -dos de carpanel, los laterales, y uno central de medio punto- y cuatro pies derechos, también de madera. El intradós de los arcos es lobulado. Sobre los arcos se ha articulado un sistema de vigas que los encuadran a modo de alfiz y que descargan en los soportes; entre estas vigas hallamos paños de madera con decoración calada de motivos vegetales.
Un antepecho de balaustres lisos delimita el porche por la parte inferior. El acceso a éste se practica a través de una escalera recta de tres tramos con rellano central. La escalera cuenta con antepecho de balaustres lisos y pilares coronados por jarrones en los ángulos y extremos. Los huecos de estas tres crujías son uniformes, largos y estrechos, describiendo un arco rebajado. Las puertaventanas laterales cuentan con antepecho abalaustrado y dos batientes de cristalera con tapa luces interiores, igualmente de doble batiente. En la crujía del porche, la puerta central dispone de idéntica factura, exceptuando el antepecho; las laterales son de doble batiente de madera.
En el interior destaca el pequeño patio de cuatro lados con galería de tipo árabe. Sobre unos pies derechos con zapatas palmiformes descansan tramos de entablamento desde los que arrancan arcos de herradura lobulados. El alfiz se halla profusamente trabajado con decoración calada.